# Peter von Oubril

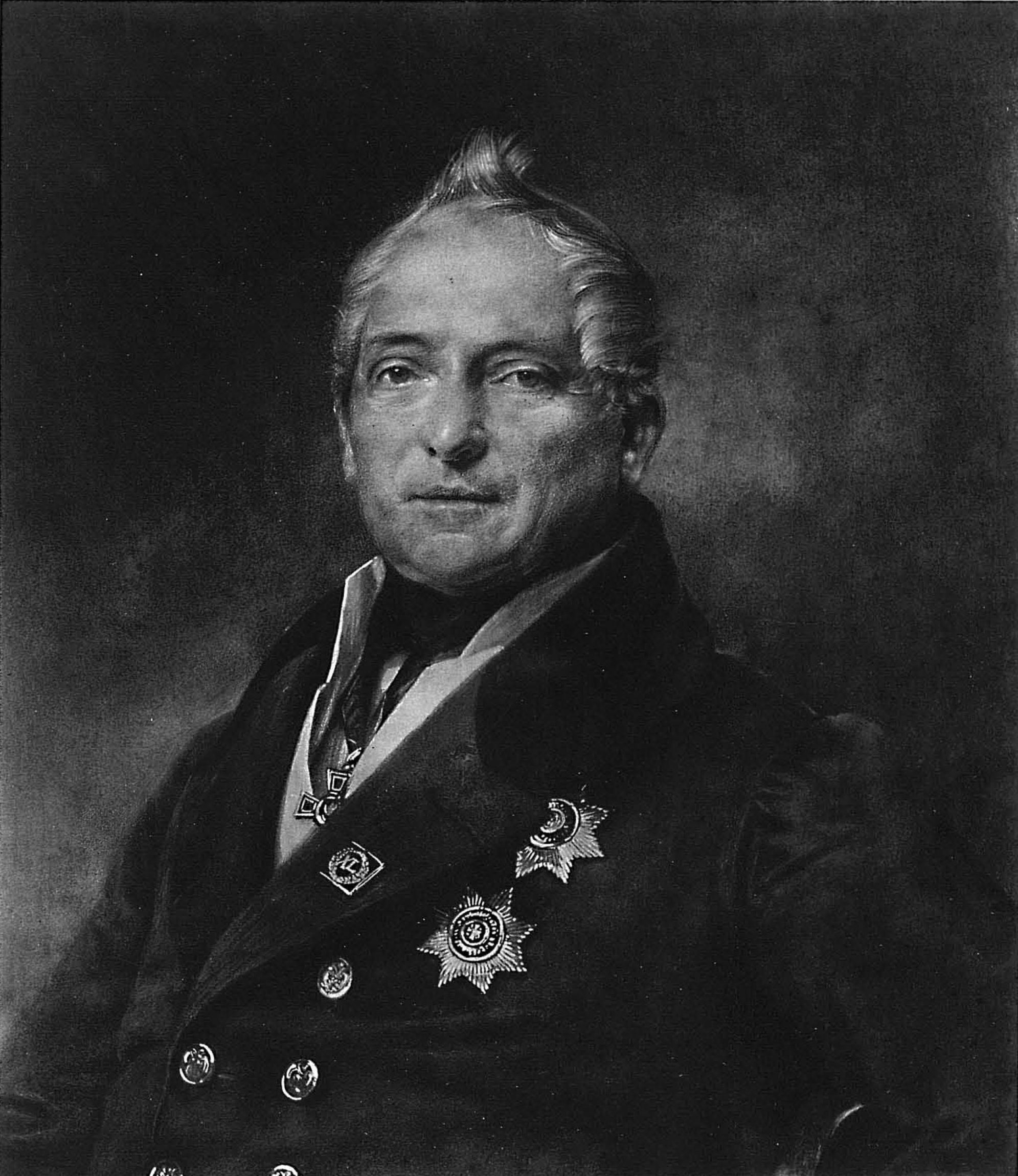
Peter von Oubril

Peter von Oubril (auch Pierre d’Oubril, eigentlich Pjotr Jakowlewitsch Ubri, russisch Пётр Яковлевич Убри; * 7. Februarjul. / 18. Februar 1774greg. in Moskau; † 23. Dezember 1847jul. / 4. Januar 1848greg. in Frankfurt am Main) war ein russischer Diplomat.

## Leben und Wirken
Oubril stammte aus einer ursprünglich französischen, katholischen Familie. Von 1803 bis 1804 war er der russische Gesandte in Paris. Am 28. August 1804 übergab er die Note über den Abbruch der diplomatischen Beziehungen zwischen Russland und Frankreich und verließ Paris. 
Im Frühjahr 1806 kam er als Sondergesandter zurück und schloss am 20. Juli 1806 unter Druck mit Napoleon einen für Russland nachteiligen Vertrag ab. In diesem Moment nach der Gründung des Rheinbunds und im Vorfeld des Vierten Koalitionskriegs wurde, so Leopold von Ranke, die Ratification des Oubril’schen Vertrages oder seine Verwerfung nun der Angelpunkt der europäischen Politik überhaupt. Zar Alexander I. erkannte den Vertrag nicht an, und Oubril verlor alle seine Ämter und seinen Einfluss.
Von 1823 bis 1824 war er Gesandter in den Niederlanden, von 1824 bis 1835 Botschafter in Spanien und von 1835 bis zu seinem Lebensende russischer Gesandter beim Deutschen Bund in Frankfurt am Main. Im April 1840 hielt er im Namen des russischen Thronfolgers Alexander bei Großherzog Ludwig II. von Hessen-Darmstadt um die Hand von Marie von Hessen-Darmstadt an. Oubril und seine Frau wurden in der Grufthalle des Frankfurter Hauptfriedhofs beigesetzt. Das Grabmal wurde von Eduard Schmidt von der Launitz entworfen.

## Familie
Oubril war verheiratet mit Charlotte, geb. von Germann (* 15. Novemberjul. / 26. November 1791greg. in St. Petersburg; † 4. Märzjul. / 16. März 1880greg. in Baden-Baden). Sein Sohn Paul von Oubril wurde ebenfalls Diplomat und war ab 1863 Gesandter in Preußen und dann beim Deutschen Reich. Seine Tochter Marie (1819–1913) heiratete seinen Nachfolger in Frankfurt und Vorgänger seines Sohnes in Berlin Andreas Feodorowitsch von Budberg-Bönninghausen.

## Auszeichnungen
- Russischer Orden der Heiligen Anna 1. Klasse (1818)
- Orden des Heiligen Wladimir 3. Klasse
- Sankt-Stanislaus-Orden 1. Klasse
- Kaiserlich-Königlicher Orden vom Weißen Adler (1835)
- Johanniterorden
- Großkreuz des Hausordens vom Goldenen Löwen am 12. April 1844
- Großkreuz des Großherzoglich hessischen Ludwigsordens
- Kommandeur I. Klasse des Guelphen-Ordens